# 余生的第一天
Le premier jour du reste de ta vie (余生的第一天)是一部法国电影，于2008年7月23日上映。通过纪录五个特殊的日子，讲述了一个平凡的家庭故事。
电影命名自歌曲《Le premier jour》,同时这首歌也是本片的主题曲。

## 外部連結
- 互联网电影数据库（IMDb）上《余生的第一天》的资料（英文）